# 翼教丛编
《翼教丛编》是一本坚决反对戊戌变法的顽固派、洋务派攻击戊戌变法言论的汇编，被认为是为反对戊戌变法维新的代表作。该书由近代苏舆所辑，共六卷。

## 概述
戊戌变法时，反对维新派的苏舆汇编张之洞、王先谦、叶德辉、朱一新等人反对变法的论说、奏折、书牍而成。翼，含有辅翼、卫护之意，翼教，即护翼传统纲常名教。其旨“专以明教正学为义”。指责康有为等维新派“伪六籍，灭圣经也；托改制，乱成宪也；倡平等，堕纲常也；伸民权，无君上也；孔子纪年，欲人不知有本朝也”。宣扬宋明理学，提倡尊孔读经，主张扶纲常、复名教、正人心，反对民权、平等等学说。并主张不必一概反对西学，“西法非不足尚”，“士当师其通农商诸学之长，工当师其制造之长，兵当师其练习测绘之长”；学习西方的关键在于“明体”而“致用”，确立“孔孟程朱，四书五经”为“体”，西学、西法方可“致用”，即中体西用。

## 内容
《翼教丛编》共分6卷，约13万字。卷首载苏舆撰《翼教丛编序》。全书宗旨为“专以明教正学为义”，即明封建纲常之教，正孔孟儒家之学，以达到“遏异学之横流，而使之圣教昌明”之目的。第一卷收录了朱一新答康有为五书及洪良品答梁启超书；第二卷则收录了安维峻请毁禁《新学伪经考》折、文悌严劾康有为折等文章；第三卷记载了张之洞《劝学篇》中《教忠》、《明纲》、《知类》、《正权》篇等；第四卷收集了叶德辉《鞘轩今语评》、《长兴学记驳议》等；第五卷录《湖南邵阳县公逐乱民告白》、《湘绅公呈》、《湘省学约》等；第六卷则誊录了王先谦等人的书信。
光绪二十四年（1898年）的湖南初版本，另外有一卷附录，收入了梁启超等人的书信，由上海点石斋石印局负责刊印。现存有排印点校本。